# Kanton Bacqueville-en-Caux
Kanton Bacqueville-en-Caux is een voormalig kanton van het Franse departement Seine-Maritime. Het kanton maakte deel uit van het arrondissement Dieppe. Het werd opgeheven bij decreet van 27 februari 2014 met uitwerking in maart 2015.

## Gemeenten
Het kanton Bacqueville-en-Caux omvatte de volgende gemeenten:
- Auppegard
- Auzouville-sur-Saâne
- Avremesnil
- Bacqueville-en-Caux (hoofdplaats)
- Biville-la-Rivière
- Brachy
- Gonnetot
- Greuville
- Gruchet-Saint-Siméon
- Gueures
- Hermanville
- Lamberville
- Lammerville
- Lestanville
- Luneray
- Omonville
- Rainfreville
- Royville
- Saâne-Saint-Just
- Saint-Mards
- Saint-Ouen-le-Mauger
- Sassetot-le-Malgardé
- Thil-Manneville
- Tocqueville-en-Caux
- Vénestanville